# Javni prostor
Javni prostor je područje ili mjesto koje je otvoreno i dostupno svim građanima, bez obzira na spol, rodni identitet, seksualnu orijentaciju,  rasu, nacionalnu ili socio-ekonomsku pripadnost i dob.
Jedan od najranijih primjera javnih prostora su gemajde gdje su seljaci mogli dovoditi stoku na slobodnu ispašu.
Javni prostor je kriterij za pojmove kao urbani zemljopis, likovnu umjetnost, kulturalnih studija, socijalne studije i oblikovanje gradskih stredišta. 

## Vanjske poveznice
- Javni prostor kao metafora grada  Arhivirana inačica izvorne stranice od 13. studenoga 2005. (Wayback Machine)